# Gmina Srebrenica
Gmina Srebrenica (serb. Општина Сребреница / Opština Srebrenica) – gmina w Bośni i Hercegowinie, w Republice Serbskiej. W 2013 roku liczyła 11 698 mieszkańców.